# Głazowisko Fuledzki Róg
Głazowisko Fuledzki Róg – nieistniejący rezerwat przyrody nieożywionej im. prof. Stanisława Małkowskiego.
Rezerwat Głazowisko Fuledzki Róg został ustanowiony w 1963 roku. Do roku 1989 funkcjonował jako samodzielny rezerwat, później został wchłonięty przez utworzony w 1976 roku rezerwat Jezioro Dobskie. Zajmował powierzchnię 39,91 ha, powstał w celu zachowania reliktowego krajobrazu polodowcowego, mającego charakter pierwotnego głazowiska, które jest położone w utworach moreny czołowej. Znajduje się tu około 6000 głazów porośniętych unikatowymi roślinami. Największy ma 9,3 m w obwodzie i wysokość 2 m.
Pośród głazów spotkać można odłamki skał osadowych w kolorze ciemnozielonym, bogate w organiczny materiał składający się z graptolitowych łupków z soczewkami i konkrecjami wapnia. Skały te pochodzą z górnego syluru i prawdopodobnie zostały przyniesione przez lodowiec z wyspy Gotlandii na Bałtyku.
Spotyka się tu stada żurawi.

## Roślinność
- zarośla łozowe – powstałe przez zarastanie szuwarów nadjeziornych:
  - wierzba szara
  - wierzba uszata
  - wierzba pięciopręcikowa
  - kruszyna pospolita
  - pojedyncze egzemplarze: olszy czarnej i brzozy omszonej
- runo: trzcinnik pospolity, nerecznica błotna, psianka słodkogórz, knieć błotna, kosaciec żółty, siedmiopalecznik błotny, bobrek trójlistkowy, trzcina pospolita
- na obrzeżach i wyższych kępach rośnie: chmiel zwyczajny – owijający drzewa gęstymi splotami
- oles brzozowy: brzoza omszona, krzewy wierzb, nerecznica błotna, trzcinnik lancetowaty
- na stromych i wysokich brzegach jeziora rosną drzewa: wierzba biała, osika, dąb szypułkowy, olsza czarna oraz krzewy: głóg jednoszyjkowy, trzmielina brodawkowata, dzikie bzy: bez czarny i bez koralowy.
- na powierzchni dużych głazów narzutowych widać dobrze zachowaną florę epifityczną.